# جراحة الليزر للأنسجة اللينية

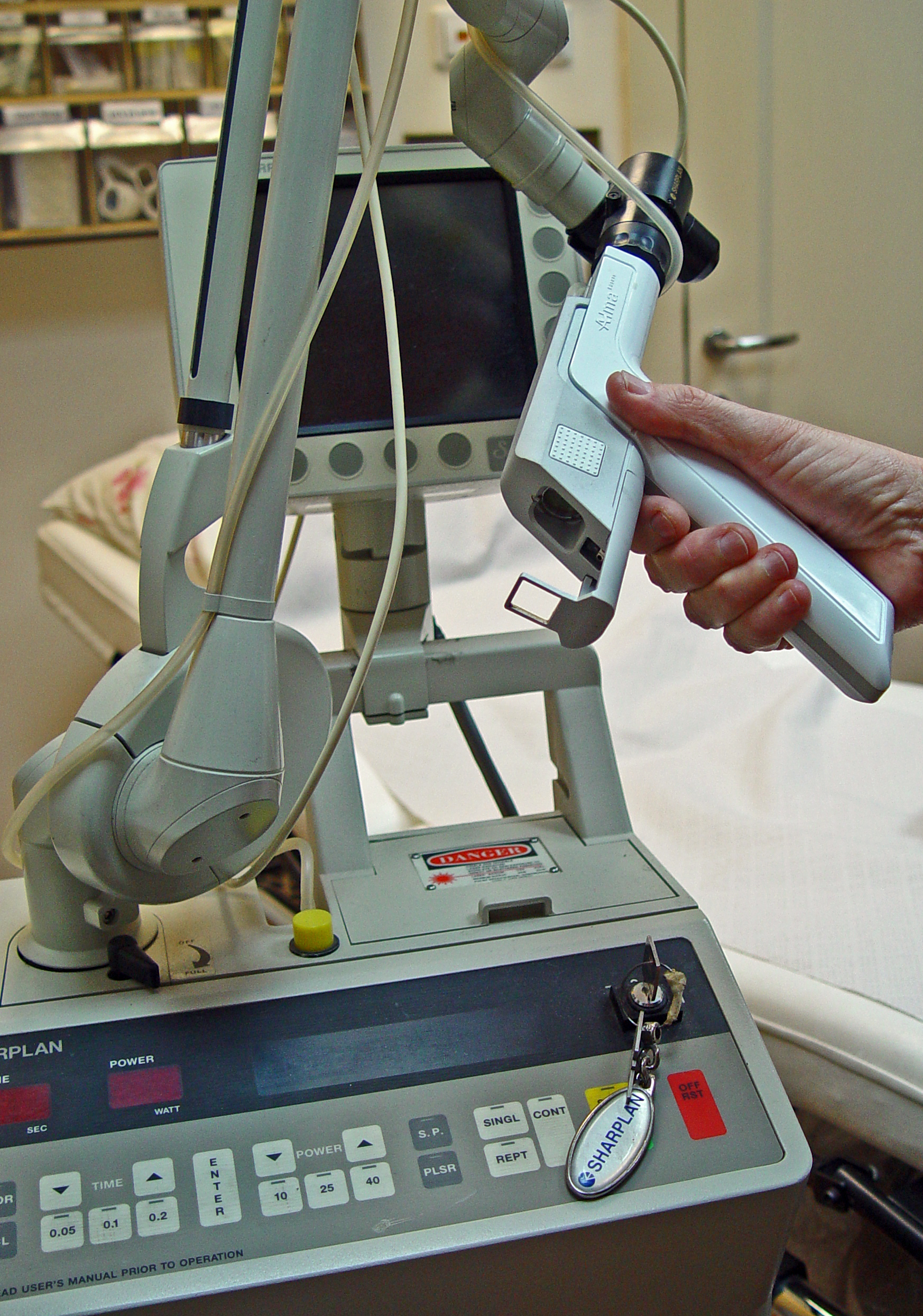
جهاز ليزر سي أو (CO2) _{2} 40 وات لجراحة الأنسجة اللينة بالليزر

جراحة الليزر للأنسجة اللينية يوفر تفاعل ضوء الليزر مع الأنسجة اللينة طريقةً خاصًا للجراحة.  حيث يبخر شعاع الليزر شديد التركيز النسيج الذي يحتوي على الماء بدرجة عالية.  ويمكن أن يُحدث الليزر شقوقًا صغيرةً جدًا عند تركيز الشعاع على النسيج (يمكن تصغير بقعة التركيز إلى 0.1 ، ولكن المساحة الأكثر استخداما على نطاق واسع في الممارسة هي 0.4). وعند إزالة تباؤر الشعاع، تقل شدة ضوء الليزر على النسيج، ويمكن استخدامه في هذه الحالة لكي الأوعية الدموية الصغيرة والأوعية اللمفاوية، وبالتالي يقلل التورم بعد العملية.
كما أن لشعاع الليزر تأثيرًا تعقيميًا طبيعيًا—يبخر البكتريا والفيروسات، والفطريات، الأمر الذي يؤدي إلى انخفاض في الإصابات المحلية. ربما يكون الأمر الأكثر أهمية، أن الليزر يقلل الألم بعد العملية عن طريق سد النهايات العصبية. وتختلف جراحة الأنسجة اللينة بالليزر عن جراحة الأنسجة الصلبة (العظام والأسنان في طب الأسنان ) وجراحة العيون بالليزر (جراحات البصر التصحيحية ) بسبب أنواع أشعة الليزر المستخدمة في نوع معين من جراحات الليزر.
يغلب على أشعة الليزر الجراحية المستخدمة في الأنسجة الصلبة Er:YAG laser الذي يعمل على أطوال موجية حوالي 3000 . جراحات العين بالليزر تستخدم أشعة الليزر إكسيمر في نطاق الأشعة فوق البنفسجية (UV) للأطوال الموجية. وعلى عكس العديد من أشعة الليزر ذات الحالة الصلبة والصمام الثنائي في نطاق الأطوال الموجية للأشعة تحت الحمراء المرئي والقريب (600-2,000 ملليمتر)، فإن الأنسجة اللينة الحية التي تحتوي على الماء تمتص الطول الموجي لليزر ثاني أكسيد الكربون (10,600) إلى حد كبير. وعلاوة على ذلك، فإن تكنولوجيا ليزر ثاني أكسيد الكربون الحديثة تجعل تكلفة هذا الليزر في المتناول أكثر من الإربيوم ياج ليزر (Er:YAG lasers) ذو الحالة الصلبة، والتي تتميز أيضًا بطولٍ موجي يمكن أن يمتصه الماء على نحو بالغ. ونظرًا لدقته وطوله الموجي، يظل ليزر ثاني أكسيد الكربون مهيمنًا على جراحات الأنسجة اللينة.
تختلف نظم الليزر الجراحية ليس فقط بسبب الطول الموجي، ولكن أيضًا بسبب نظام إيصال الضوء: الألياف المرنة أو الذراع المفصلي، فضلاً عن عوامل أخرى.
يتم استخدام جراحة الأنسجة اللينة بالليزر في العديد من التطبيقات في مجال الطب البشري مثل (الجراحة العامة، والجراحة العصبية، وطب الأنف والأذن والحنجرة، وطب الأسنان، وجراحة الفم والوجه والفكين. فضلاً عن مجالات الطب البيطري.